# ユロヤルヴィ
ユロヤルヴィ（Ylöjärvi (フィンランド語: [ˈyløˌjærʋi])）は、フィンランド、ピルカンマー県の自治体。タンペレ郡に属し、タンペレの西14kmに位置する。2007年1月1日にヴィリャカーラと、2009年1月1日にクルと合併した。

## ユロヤルヴィ出身の人物
- ボルマリ・イソ＝ホロ - 陸上競技オリンピック金メダリスト

## 姉妹都市
- アルヴィーカ（スウェーデン）
- コングスヴィンゲル（ノルウェー）
- スキーベ（デンマーク）
- サク（エストニア）
- ヴイシニー・ヴォロチョーク（ロシア）
- バラトンフォルドヴァール（ハンガリー）